# Gideon Omokirio
Gideon Omokirio (12 ottobre 1976) è un ex calciatore e giocatore di beach soccer salomonese, di ruolo difensore. Ha fatto anche parte anche della Nazionale di beach soccer salomonese.

## Carriera

### Club
Soprannominato Giggs, è stato uno dei giocatori più rappresentativi delle Isole Salomone. Ha giocato complessivamente 23 partite nella OFC Champions League ed una nel Mondiale per Club, senza mai segnare.

### Nazionale
Ha debuttato con la nazionale nel maggio 1996 in una partita contro Tahiti e fa parte anche della Nazionale di beach soccer salomonese, con cui ha partecipato ai campionati mondiale di beach soccer del 2006, 2007 e 2008.

## Palmarès

### Club

#### Competizioni internazionali
- OFC Champions League: 1

Hekari United: OFC Champions League 2009-2010